# Préchac (Gers)
Préchac é uma comuna francesa na região administrativa de Occitânia, no departamento de Gers. Estende-se por uma área de 12,79 km². Em 2010 a comuna tinha 167 habitantes (densidade: 13,1 hab./km²).